# Lwitikila
Der Lwitikila ist ein kleiner Fluss in der Provinz Muchinga im Nordosten Sambias.

## Geografie
Der Fluss hat seine Quellen im Muchinga-Gebirge, nordöstlich der Stadt Mpika im Distrikt Mpika. Er fließt zunächst in nordwestliche Richtung. Bereits wenige Kilometer nach seinem Ursprung passiert er die Lwitikilafälle. Bald darauf, bei dem Ort Lwitikila, schwenkt er in südwestliche Richtung. Er fließt an Mpika vorbei und kreuzt die TAZARA-Bahnlinie und die Hauptstraße M1. Hier bildet er ein Stück der Grenze zwischen den beiden Distrikten Mpika und Kanchibiya. Danach dreht er nach Westen. Kurz bevor sich sein Verlauf in den Bangweulusümpfen verliert, mündet der Kanchibiya, sein größter Nebenfluss, von rechts.

## Hydrometrie
Der Abfluss des Lwitikila wurde an dem Pegel Lwitikila Falls, im Oberlauf des Flusses, über die Jahre 1959 bis 1986 in m³/s gemessen.